# Koronia
Koronia (řecky Λίμνη Κορώνεια) je jezero v regionální jednotce Soluň v kraji Střední Makedonie v Řecku. Má rozlohu 48 km².

## Pobřeží
Jižně od jezera vede státní silnice 2, severně od jezera dálnice 2 (Egnatia Odos). Proti směru hodinových ručiček od severozápadu jsou na břehu jezera: Langadas, Kavalari, Agios Vassilios, Vasiloudi, Yerakarou, Langkadikia, Scholari, Evangelismos. V blízkosti Agios Vassilios je také Emauzský klášter.

## Vodní režim
Na západním konci se do jezera vlévá řeka Bogdomas a z východního konce jezera odtéká regulovaná řeka Derveni do jezera Volvi v úmoří Egejského moře.

## Využití
Jezero je součástí sítě Natura 2000, evropské sítě chráněných přírodních oblastí.